# Heteromysis pacifica
Heteromysis pacifica är en kräftdjursart som beskrevs av O. Tattersall 1967. Heteromysis pacifica ingår i släktet Heteromysis och familjen Mysidae. Inga underarter finns listade i Catalogue of Life.